# Laurentiuskirche (Bruchhausen)

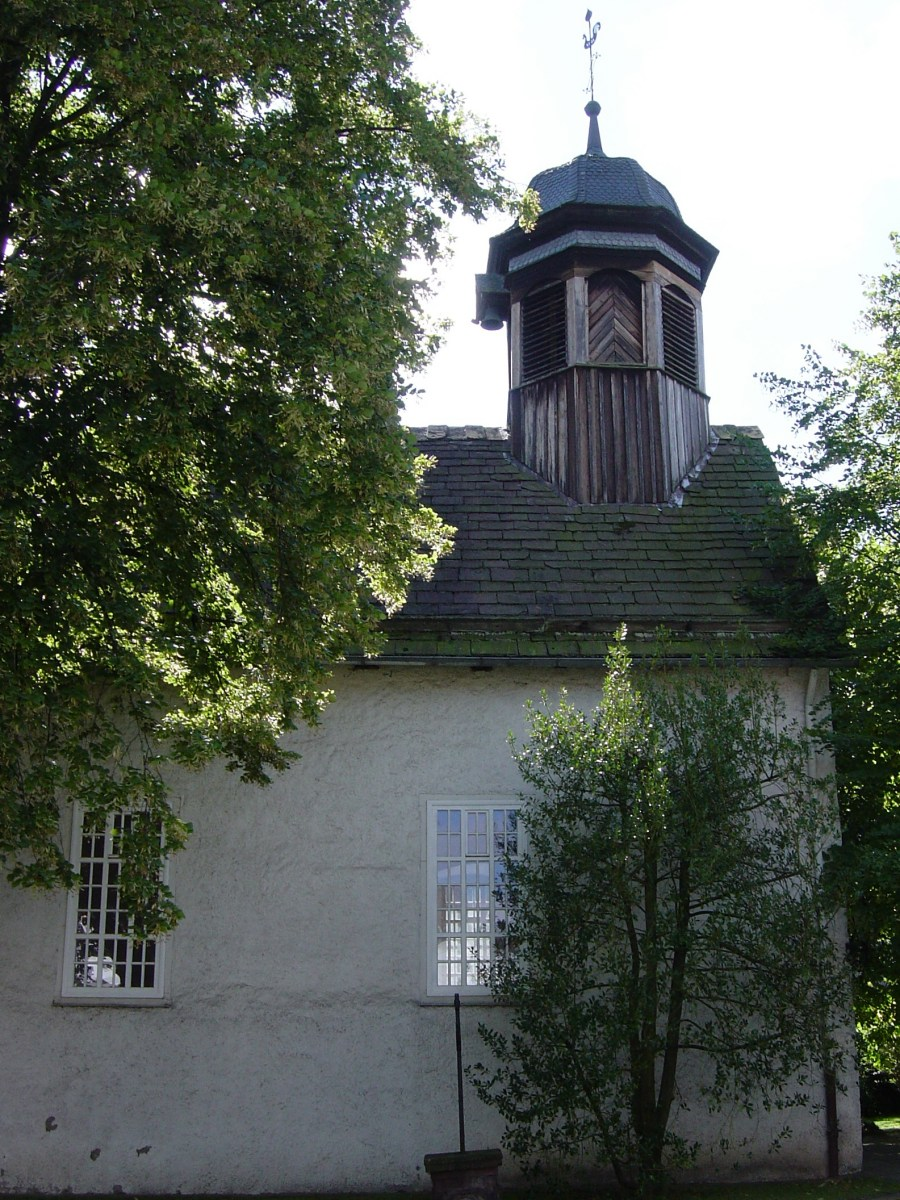
Evangelische Kirche Bruchhausen

Die Laurentiuskirche ist ein Kirchengebäude in Bruchhausen, einem Ortsteil der Stadt Höxter in Westfalen. Seit 2014 bilden Bruchhausen und Ottbergen zusammen mit den Gemeindebezirken Amelunxen, Beverungen und Höxter die Evangelische Weser-Nethe-Kirchengemeinde Höxter im Kirchenkreis Paderborn der Evangelischen Kirche von Westfalen.

## Geschichte
Die Bruchhauser Laurentiuskirche erscheint erstmals 1231 in einem Archidiakonatsverzeichnis des Bistums Paderborn. Das Patronat über die Kirche besaß die örtliche Gutsfamilie von Brokhusen; nach deren Erlöschen ging es durch Heirat auf den Drosten von Beverungen, Jost Kanne aus dem Adelsgeschlecht derer von Kanne, über, der 1544 in Bruchhausen die Reformation einführte. Für das Jahr 1600 ist der erste evangelische Pfarrer, Heinrich Wedemeyer, in Bruchhausen genannt, gleichzeitig wurde 1603 von der Gutsherrin, Clara von Kanne, eine eigene Kirchenordnung für die Gemeinde unter dem Titel Wie es in dieser Kirchen zu Bruchhausen mit verkündigung Göttliches Worts, reichung der heiligen Sakramenten und andern Christlichen handlungen und Ceremonien gehalten werden soll verabschiedet. Im Zuge der Gegenreformation wurde jedoch 1627 der amtierende evangelische Pfarrer Eberhard Frey abgesetzt. Erst nach dem Ende des Dreißigjährigen Kriegs wurde 1651 seitens des Corveyer Abtes Arnold von Waldois und dem Grundherrn Friedrich Mordian von Kanne ein Kompromiss hinsichtlich der Nutzung der Pfarrkirche erreicht, die mit allem Zubehör den Evangelischen zurückzugeben und der evangelische Gottesdienst als zu Recht bestehend sowie der evangelische Pfarrer Johann Matthias Praetorius anerkannt wurde. Gleichzeitig aber wurde die Funktion als Simultankirche garantiert, indem die Katholiken des Ortes in ihrer Religionsausübung durch einen eigenen katholischen Priester nicht behindert werden sollten. Infolge der Heirat mit Ursula von Pasqualini konvertierte Mordian von Kanne jedoch zum Katholizismus, so dass in der Folgezeit 1699 eine eigene katholische Kirche auf dem Gutshof errichtet wurde. Das Simultaneum an der Laurentiuskirche hingegen wurde erst 1937 durch eine Geldzahlung abgelöst.

## Architektur und Ausstattung
Durch mehrere Erweiterungen, zuletzt 1953/1954 um den heutigen Chor- und Altarraum, entstand ein rechteckiger, im Kern mittelalterlicher Saalbau mit einfachem Satteldach und bekrönendem barocken Dachreiter.
Prinzipalstück der Ausstattung ist der Renaissance-Altar des 17. Jahrhunderts, der im Zentrum eine Kreuzigungsdarstellung zeigt. Umgeben wird diese in vier aus Pappmaché hergestellten Reliefs durch Szenen aus dem Leben Jesu, und zwar Verkündigung, Geburt, Kreuzigung und Auferstehung, in der Predella die vier Evangelisten und umrahmt von den Tugenden Justitia, Fortitudo, Prudentia und Caritas.
1693 ist für die Kirche erstmals eine Orgel erwähnt, 1775 wurde ein neues Instrument aufgestellt, das 1852 durch eine Orgel von Georg Carl Kuhlmann aus Gottsbüren ersetzt wurde. 1964 erhielt die Kirche eine asymmetrisch aufgebaute Orgel mit 13 Registern von Detlef Kleuker.